# Tarun
Der Tarun ist ein Fluss in Frankreich, der im Département Morbihan in der Region Bretagne verläuft. Er entspringt an der Gemeindegrenze von Bignan und Moreac, entwässert generell Richtung Südwest bis West und mündet nach rund 21 Kilometern an der Gemeindegrenze von Camors und Baud als linker Nebenfluss in den Ével.

## Orte am Fluss
- Locminé
- Plumelin
- La Chapelle-Neuve